# Charles Walter De Vis
Charles Walter de Vis, född 9 maj 1829 i Birmingham i England, död 30 april 1915 i Brisbane i delstaten Queensland i Australien, var en zoolog och ornitolog. Fram till ungefär 1882 gick han under efternamnet Devis. Han påbörjade en kyrklig karriär, men övergav den för att i stället ägna sig åt vetenskap, till att börja med i England, och efter 1870 i Australien.
De Vis var en av grundarna av the Royal Society of Queensland (ungefär "Queenslands kungliga vetenskapsakademi"), där han var ordförande 1888–1889, och han var en av grundarna av och den första vice ordföranden i the Royal Australasian Ornithologists Union ("den kungliga australasiska ornitologunionen")..
De Vis främsta arbetsinsatser rörde fossila fåglar i Queensland (Darling Downs) och Sydaustralien (Cooper Creek), men han beskrev också ett antal nutida fågelarter. (Fågelarter taxonomiskt namngivna av honom har auktornamnet De Vis.) I själva verket ledde det senare till viktigare bestående resultat, eftersom han – liksom många andra ornitologer vid denna tid – felaktigt tog subfossila lämningar av nutida fåglar för rester av utdöda förhistoriska arter, på grund av den bristfälliga kunskapen om stratigrafi och evolution[källa behövs].
Till de arter han har beskrivit hör bland annat fåglarna rostryggad honungsfågel (Ptiloprora guisei, 1894) och höglandstaggnäbb (Acanthiza katherina, 1905), pungdjuret Petaurus gracilis (1883), samt däggdjursarten Dobsonia pannietensis (1905).
Auktorsnamnet De Vis kan användas för Charles Walter De Vis i samband med ett vetenskapligt namn inom botaniken; se Wikipediaartiklar som länkar till auktorsnamnet.